# Бараусов, Сергей Сергеевич
Сергей Сергеевич Бараусов (17 июня 1893 — 22 февраля 1955) — советский военный деятель, генерал-майор т/в (Постановление СНК СССР № 274 от 11.03.1944).

## Начальная биография
Родился 17 июня 1893 года в Санкт-Петербурге. Русский. Окончил 4-классное городское училище (1906). Был рабочим. Член ВКП(б) с 1918 года (п/б № 0257748). Образование. Окончил Высшую военную школу мехтяги (1925), СТ КУКС «Выстрел» (1930), вечернее отделение ВА им. Фрунзе (1933), Партийную школу (1925).

## Военная служба
Служба в Красной армии. С 18 декабря 1917 года командир броневого отдела 1-го броневого дивизиона 5-й армии Северного фронта. С января 1918 года — член комитета Центробронь. С февраля 1918 года — член комитета Центробронь. С августа 1918 года — командир-комиссар партизанского бронеотряда особого назначения Восточного фронта. С сентября 1918 года — помощник командира 2-го экспедиционного отряда 3-й армии. С ноября 1918 года — командир-комиссар партизанского бронеотряда особого назначения Восточного фронта. С февраля 1919 года — командир-комиссар 50-го автобронеотряда 15-й армии. С октября 1919 года — командир 50-го автобронеотряда 16-й армии (с февраля 1920 года — 13-й армии. С июля 1920 года — начальник бронеколонны 28-й бригады 10-й стрелковой дивизии Западного фронта. С июля 1920 года — начальник артиллерии 4-й бригады 2-й стрелковой дивизии Западного фронта.
С февраля 1921 года — в отпуске по болезни.
С марта 1922 года — преподаватель отд. учебного роты (Петроградского ВО). С мая 1922 года — командир 23-го автобронеотряда. С октября 1922 года — помощник командира 14-го автобронеотряда. С июля 1923 года — командир 3-го автотанкового отряда. С октября 1923 года — командир 2-го легкого артиллерийского дивизиона Отдельной эскадры танков.
С ноября 1923 года — слушатель Военно-автобронетанковой школы.
С сентября 1925 года — помощник командира 13-го автоброневого дивизиона 3-го кавалерийского корпуса. С сентября 1926 года — командир 12-го автоброневого дивизиона 2-го кавалерийского корпуса. С октября 1928 года — командир 1-го автоброневого дивизиона. С июля 1929 года — военком 1-го автоброневого дивизиона.
С сентября 1929 по июль 1930 года — слушатель Стрелково-тактических курсов усовершенствования комсостава РККА имени III Коминтерна («Выстрел»).
С июля 1930 года — и.д. военкома 1-го бронетанкового дивизиона. Приказом РВС СССР № 527 от 07.1930 года назначен помощником начальника 2-го отдела (бронемашин) 2-го (технического) управления УММ КА. Приказом РВС СССР № 246 от 06.1931 года назначен помощником начальника 2-го сектора Технического управления УММ КА. С июня 1934 года — командир учебного батальона 2-й отдельной механизированной бригады.
С 1 февраля 1933 года — начальник 4-го сектора (боевых машин и бронепоездов) 2-го отдела (производственно-технического) 2-го управления (технического) УММ РККА.
Приказом НКО № 0072 от 02.1935 года назначен командиром батальона боевого обеспечения 31-й механизированной бригады. С декабря 1937 года — ид начальника АБТС 4-й стрелковой дивизии (Ленинградский ВО). В июле 1938 года — утверждён в должности.
Приказом НКО № 01554 от 04.1939 года назначен начальником АБТС 16-го стрелкового корпуса (Белорусский ВО). Приказом НКО № 0912 от 03.1940 года назначен начальником АБТС 51-го стрелкового корпуса (Уральский ВО).
С 7 августа 1940 года — начальник автотранспортной службы 5-го мехкорпуса. Приказом НКО № 04564 от 10.1940 года назначен старшим инспектором (так в указано в УПК, предположу, что правильно должность называлась старший помощник начальника) АБТВ Забайкальского ВО. Приказом НКО № 0013 от 12.03.1941 года назначен заместителем командира по строевой части 48-й танковой дивизии (Орловский ВО). С октября 1941 года — командир 48-й танковой дивизии.

### Великая Отечественная война
С 23 октября 1941 по 10 января 1942 года — начальник АБТО 50-й армии.
С 23 марта 1942 года — в распоряжении кадров АБТУ Западного фронта. В 1942 года- Заместитель командира 27-й армии по танковым войскам. С 28 марта 1943 года в распоряжении командующего БТ и МВ 1-й Ударной армии.
С июня 1943 года — и.д. командующего БТ и МВ 11-й армии. Приказом НКО № 03354 от 06.1943 года утверждён в должности.
В сентябре 1943 года командующий БТ и МВ 1-й ударной армии.
С февраля 1944 года — и.д. командующего БТ и МВ 40-й армии. Приказом НКО № 052 от 18.02.1944 года утверждён в должности. С марта 1945 года — и.д. Заместителя командующего войск Тульского танкового военного лагеря по боевой подготовке.

### Послевоенная карьера
С мая 1946 года — Командующий БТ и МВ Степного ВО.
В июле 1946 года — в распоряжении БТ и МВ ВС.
С 16 июля 1946 года — Начальник военной кафедры Ленинградского института механизации сельского хозяйства. Приказом МВС № 0978 от 17.09.1947 года назначен Заместителем командира 23-го гв. стрелкового корпуса по БТ и МВ (Прибалтийский ВО). Приказом МВС № 0502 от 16.04.1948 года назначен Заместителем командира 16-го гв. стрелкового корпуса по БТВ.
Приказом МВС № 02233 от 29.11.1948 года зачислен в распоряжение Главкома СВ. С 28 февраля 1949 года — в распоряжении начальника тыла ВС ССР. С 4 марта 1949 года — Начальник военной кафедры Грузинского политехнического института. С 11 июня по 12 августа 1949 года в распоряжении Командующего БТиМВ ВС.
Приказом МВС № 01256 от 12.08.1949 года назначен Командующий БТиМВ Западно-Сибирского ВО. С 24 января 1952 г. в распоряжении Командующего БТиМВ СА.
Приказом ВМ СССР № 01582 от 17.04.1952 года уволен в запас по ст. 59б. Умер 22 февраля 1955 года. Похоронен в Санкт-Петербурге на Большеохтинском кладбище.

### Воинские звания
Майор (Приказ НКО № 0062 от 24.01.1936), полковник (Приказ НКО № 03470 от 1939), генерал-майор т/в (Постановление СНК СССР № 274 от 11.03.1944).

## Награды
- Орден Ленина (21.02.1945)[7]
- три Ордена Красного Знамени (04.06.1944, 03.11.1944, 24.06.1948)[8]
- Орден Богдана Хмельницкого II степени (28.04.1945)[9]
- Медаль «XX лет РККА» (1938)
- Медаль «За оборону Москвы» (01.05.1944)[10],
- Медаль «За победу над Германией в Великой Отечественной войне 1941—1945 гг.» (09.05.1945)[11],
- Медаль «В память 800-летия Москвы» (1947),
- Юбилейная медаль «30 лет Советской Армии и Флота» (1948),
- Медаль «За взятие Будапешта» (09.06.1945)[11].

## Память
- На могиле установлен надгробный памятник
- Его имя увековечено в Главном Храме Вооружённых сил России, и навсегда запечатлено на мемориале «Дорога памяти» Архивная копия от 1 сентября 2021 на Wayback Machine